# Pilo Albertelli
(Pilo Albertelli)
Pilo Albertelli (Parma, 30 settembre 1907 – Roma, 24 marzo 1944) è stato un partigiano italiano, vittima dell'eccidio delle Fosse Ardeatine, medaglia d'oro al valor militare alla memoria.

## Biografia

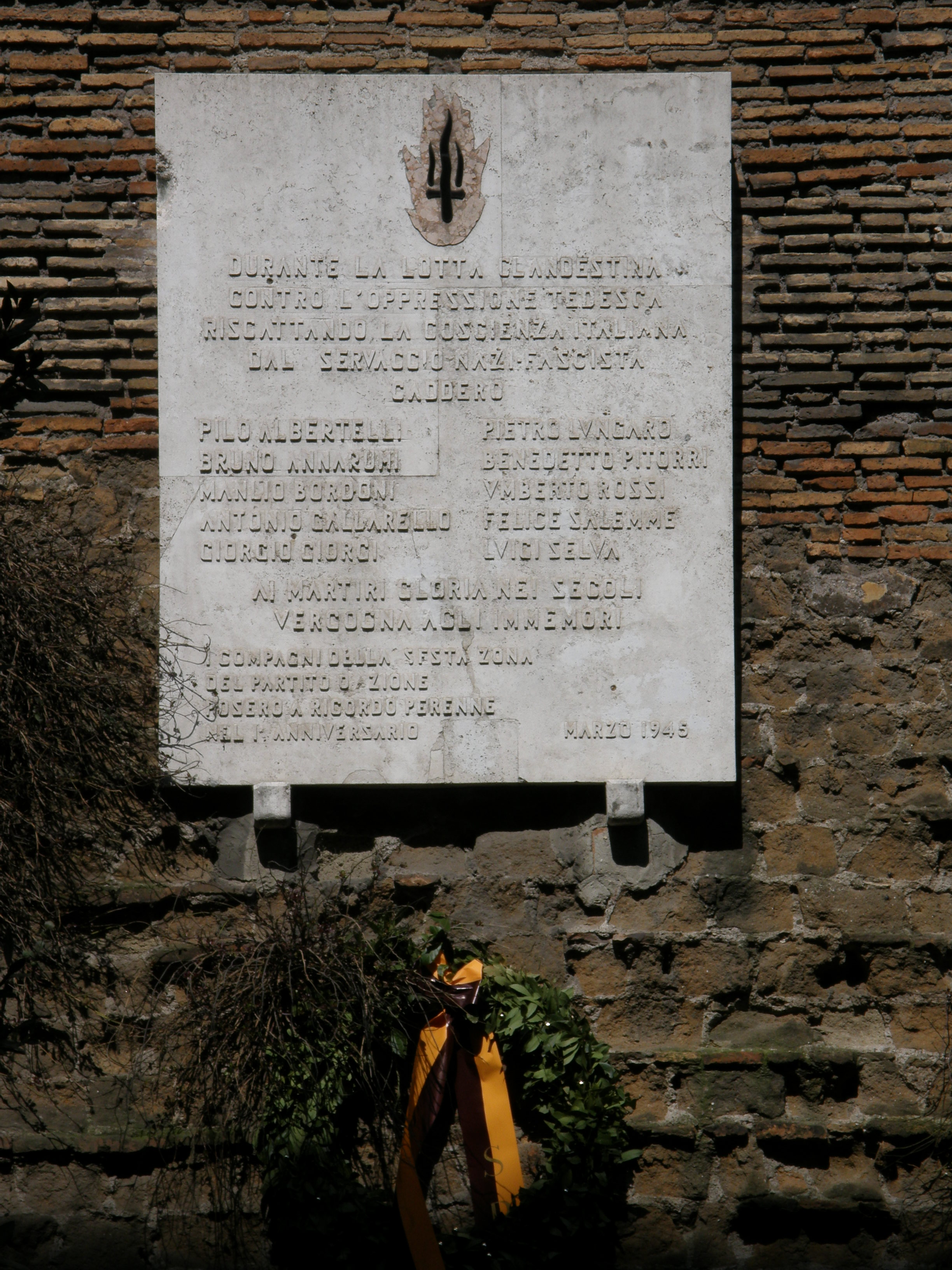
Targa in memoria di Pilo Albertelli e altri nove caduti della 6ª Brigata del Partito d'Azione sita in Viale Castrense, Roma. La corona è affissa dal Comune di Roma a ogni anniversario dell'eccidio delle Fosse Ardeatine

La sua famiglia, originaria di Parma, era molto nota nella città emiliana. Figlio di Guido (1867-1938), ingegnere e deputato socialista riformista, e di Angiolina Gabrielli, suoi fratelli erano Nullo (1900-1968), valente ingegnere e collaboratore del padre in diversi progetti, e Ippolito Nievo (1901-1938), celebre violoncellista.
Nei primi anni del ventennio fascista il padre sfuggì a stento ad un attentato tesogli da squadristi parmensi, durante il quale la sua casa in via Saffi angolo via Dalmazia e lo studio di Borgo Tommasini a Parma furono distrutti, e conseguentemente fu costretto a trasferirsi con la famiglia a Roma.

### Impegno antifascista
Convinto antifascista come suo padre, ma a differenza del genitore schierato su posizioni liberali e non socialiste, Pilo a Roma frequentò la facoltà di Lettere e Filosofia, guadagnandosi addirittura la stima del "filosofo del regime", Giovanni Gentile. Fu proprio durante gli anni dell'università che l'Albertelli dovette fare i conti con la repressione fascista. Riconosciuto capo di un'organizzazione antifascista tra gli studenti fu arrestato nel 1928 e condannato a cinque anni di confino, anche se poi la pena fu commutata in una più morbida vigilanza speciale, grazie all'intercessione del senatore Vittorio Scialoja.
Dopo aver conseguita la laurea in Lettere e Filosofia, Pilo Albertelli divenne docente di storia e filosofia nel liceo classico "Umberto I" di Roma (oggi intitolato al suo nome) e portò significativi contributi alla conoscenza del movimento eleatico, fra cui il suo articolo La dottrina parmenidea dell'essere e il suo saggio monografico Gli Eleati: testimonianze e frammenti. Fu docente a Livorno, al Liceo-Ginnasio "Niccolini e Guerrazzi", dal 1932 al 1935.
Nel 1942 fu tra i fondatori del Partito d'Azione, svolgendo anche un'intensa e audace opera di organizzazione delle formazioni "Giustizia e Libertà" sin dall'occupazione nazista del 10 settembre 1943, e fu membro del Comitato Militare del Corpo volontari della libertà (CVL). Il 20 settembre 1943, in coppia con Giovanni Ricci, collocò personalmente una mina a miccia rapida nella caserma della Milizia ai Parioli, che causò molti morti e feriti e rappresentò il primo atto di guerriglia partigiana a Roma.
Fu arrestato a Roma il 1º marzo 1944, dietro denunzia di un delatore, per le sue attività nell'ambito della Resistenza. Portato nella Pensione Oltremare, covo in via Principe Amedeo, in Roma, della famigerata Banda Koch, fu sottoposto a sevizie tali da fiaccarne il corpo ma non lo spirito. Inutile fu infatti il tentativo di fargli confessare l'identità dei suoi compagni di lotta antifascista anche se, secondo le testimonianze di chi era recluso con lui (Tompkins, Peter (1962): A Spy in Rome, Simon & Schuster, Nueva York, p. 210), le torture ricevute furono tali da rendergli il volto tumefatto e quasi irriconoscibile, il corpo straziato e le costole spezzate, tanto che il trentasettenne filosofo e grecista provò per due volte il suicidio.
Il 20 marzo fu quindi trasferito nel carcere romano di Regina Coeli e il 24 marzo 1944 fu ucciso assieme ad altre 334 persone nell'eccidio delle Fosse Ardeatine, meritandosi nel 1947 la medaglia d'oro al valor militare, con la seguente motivazione:

## Riconoscimenti
- Le città di Livorno, Roma e Parma gli hanno dedicato ognuna una via e una scuola: la scuola primaria Pilo Albertelli a Livorno e il Liceo classico Pilo Albertelli (ex Umberto I) a Roma. A Parma, infine, c'è l'Istituto Comprensivo Albertelli-Newton.
- Nel centro di Parma gli è intitolata, assieme al padre Guido, una via (strada Guido e Pilo Albertelli) che collega via Garibaldi a via Verdi; a Parma c'è anche l'Istituto Comprensivo Albertelli Newton.

## Opere
- Gli Eleati, testimonianze e frammenti, Laterza, Bari, 1939
- Il problema morale nella filosofia di Platone, Roma, 1939
- Rousseau, Anonima Veritas, Roma, 1951